# Округ Медина (Тексас)
Округ Медина (енгл. Medina County) је округ у америчкој савезној држави Тексас. По попису из 2010. године број становника је 46.006.

## Демографија
Према попису становништва из 2010. у округу је живело 46.006 становника, што је 6.702 (17,1%) становника више него 2000. године.
| Група             | 2000.          | 2010.          |
| Белци             | 19.919 (50,7%) | 21.408 (46,5%) |
| Афроамериканци    | 866 (2,2%)     | 1.012 (2,2%)   |
| Азијати           | 130 (0,3%)     | 296 (0,6%)     |
| Хиспаноамериканци | 17.873 (45,5%) | 22.871 (49,7%) |
| Укупно            | 39.304         | 46.006         |